# Campeonato Brasileiro de Seleções Estaduais
O Campeonato Brasileiro de Seleções Estaduais foi uma competição disputada entre os melhores jogadores de clubes do mesmo estado, entre 1922 e 1962, com regularidade anual, bienal ou trienal, além de uma edição isolada em 1987. Das 30 edições, 26 foram organizadas pela CBD, três pela FBF (1933 a 1935) e a última pela CBF (1987), sucessora da CBD. Em dois anos, 1934 e 1935, houve torneio pelas duas instituições (CBD e FBF).
A convocação era relacionada ao Estado do time do jogador, não ao seu local de nascimento. Como exemplo, o mineiro Pelé, jogador do Santos, que se apresentou pela Seleção Paulista.

## Antecedentes
Conforme o jornalista Mário Filho (1946), em 1920, dois anos antes do primeiro CBSE, a CBD já havia organizado "um torneio a que deu o título de Campeonato Brasileiro", o triangular entre os clubes campeões estaduais de RJ (DF), SP e RS, vencido pelo Paulistano. Ainda mais antigamente, em 1907, foi jogada a Taça Brasil, tira-teima de ida-e-volta entre as seleções Carioca e Paulista, organizada pelas respectivas federações estaduais, que usaram a rubrica "Campeonato Brasileiro" na comunicação entre si. O triunfo também foi paulista.

## História
O nome oficial da competição, dado pela CBD, foi "Campeonato Brasileiro" ou "Campeonato Brasileiro de Futebol". Passou a ser referida como "Campeonato Brasileiro de Seleções" ou "Campeonato Brasileiro de Seleções de Estaduais" (CBSE), como forma de diferir do atual Campeonato Brasileiro de Futebol entre clubes, regularmente disputado desde 1959, mas que adotaria esta nomenclatura de forma oficial, pela CBF, apenas em 1989.
A primeira edição, em 1922, foi vencida pela Seleção de São Paulo contra a Seleção do Rio de Janeiro (antigo Distrito Federal), em 13 de agosto, pelo placar de 4 a 1. A Folha de S.Paulo do dia seguinte (14/08) destaca que na conquista do "Campeonato Brasileiro de futebol de seleções estaduais", ocorrida na praça de esportes do Parque Antarctica, "A equipe paulista atuou com firmeza. Os dianteiros foram incansáveis, desenvolvendo aquela técnica impecável". Só neste primeiro campeonato de seleções envolvendo sete estados que a CBD passou a referir uma competição oficialmente como "Campeonato Brasileiro".
Aponta Mário Filho (1946) que, diante do resultado frustrante dos cariocas nesta primeira edição, a mídia local passou a questionar e negar o caráter de "Campeonato Brasileiro", adotando o termo "Torneio de Seleção".
Em 1934, após dez edições (uma da FBF), uma seleção que não a de São Paulo ou do Distrito Federal venceu a competição, a Seleção Baiana, que derrotou São Paulo no torneio da CBD.
Em 1937, a FBF, uma federação de dissidentes, defensora da profissionalização e então opositora da CBD (que relutava em abandonar o amadorismo), reuniu campeões estaduais profissionais para a disputa do "Torneio dos Campeões" (em 2023, homologado pela CBF como primeira edição do Brasileirão), assim chamado pelo Jornal dos Sports e outros jornais. Dessa forma, em 1937, pressionada financeiramente, a FBF substituiu sua competição de seleções por uma competição entre clubes. De acordo com o Correio da Manhã (RJ), de 06 de janeiro de 1937, o "1º Torneio dos Campeões" era um novo modelo do "Campeonato Nacional".  O Correio de S. Paulo, de 7 de janeiro de 1937, por sua vez, usou a nomenclatura "III Campeonato Brasileiro de Futebol" (houve antes duas disputas de clubes organizadas pela FBF, atualmente contabilizadas como as duas primeiras edições do Torneio Rio-São Paulo).
Fundada em 1933, a FBF passou por um processo de pacificação com a CBD, entre 1937 e 1938, que ratificou-lhe os atos após sua extinção, em 1941. Assim, a edição de 1938, edição de retorno após a ausência de 1937, foi a primeira com a FBF vinculada à CBD. "O CBSE (Campeonato Brasileiro de Seleções) voltou a ser disputado no final de 1938, até março de 1939 (...). Em agosto de 1938, a FBF abandonou a ideia de um campeonato de clubes campeões estaduais e confirmou o CBSE”, conforme o pesquisador Rodrigo Guimarães Saturnino Braga.
Em 1959, após a criação da Taça Brasil (disputa entre clubes de vários estados, em 2010 unificada ao Campeonato Brasileiro, que até então tinha 1971 como primeira edição), realizou-se a antepenúltima disputa de seleções, em que se viu o último título da Seleção Paulista, ao vencer Pernambuco. A penúltima ocorreu em 1962, com triunfo da Seleção Mineira, quebrando uma hegemonia de 17 edições (duas da FBF) do eixo Rio de Janeiro-São Paulo, não tendo os clubes grandes destes estados cedido seus melhores jogadores. A Seleção Carioca, quando do vice desta edição, representava o Estado da Guanabara.
A competição de seleções foi desgastada pela nacionalização e internacionalização do futebol de clubes, definitivamente estabelecidas a partir da Taça Brasil, Copa Libertadores e Copa Intercontinental. Os clubes ainda expandiram sua agenda internacional via excursões, mas sem abandonar os longos campeonatos estaduais. Além disso, as convocações para os selecionados estabeleciam uma forma de concorrência com a Seleção Brasileira, cada vez mais requisitada para amistosos após ser bicampeã mundial. A disputa, antes anual, vinha apresentando maior tempo entre edições, até ser inativada, por falta de espaço no calendário e pela inadequação ao novo cenário do futebol.
Em 1987, depois de 25 anos sem competição, foi realizada a última edição, uma reação das federações ao que aparentava ser uma busca por autonomia pelos clubes, que naquele ano, a partir do Clube dos 13 (formado na época pelo G-12 e o Bahia), foram protagonistas na gestão da polêmica e inovadora Copa União. Sem o mesmo prestígio de outrora, teve como vencedora a Seleção do Rio de Janeiro (RJ pós-unificação), que começou baseada no plantel do Vasco da Gama (Romário e Roberto Dinamite balançaram as redes pelo torneio), mas na semifinal e final foi representada pelo Americano (clube de torcida do então presidente da FERJ, Eduardo Viana), de Campos dos Goytacazes, derrotando a Seleção de São Paulo. Um segundo jogo decisivo foi cancelado por desacordo sobre datas. O último jogo contou com público de 1.953 pessoas. José Maria Pena foi o treinador campeão. Foi a única vez que o torneio foi organizado pela CBF.
A Seleção Carioca foi a maior campeã, 15 vezes (13 pela CBD, uma pela CBF e uma pela FBF), sendo 14 como Distrito Federal e uma como Estado unificado; a Seleção Paulista, em segundo, venceu 13 vezes (11 pela CBD e duas pela FBF). Bahia e Minas Gerais venceram uma vez cada (ambas pela CBD).

## Títulos por estado
| Estado | Títulos                                                                                              | Vices                                                                                                   | Terceiro lugar                                   | Quarto lugar                                        |
| --- | --- | --- | ------------------------------------------------ | --------------------------------------------------- |
| Rio de Janeiro (Entre 1922 e 1960 como Distrito Federal, em 1962 como Guanabara e em 1987 como Rio de Janeiro) | 15 (1924, 1925, 1927, 1928, 1931, 1935(1), 1935(2), 1938, 1939, 1940, 1943, 1944, 1946, 1950 e 1987) | 12 (1922, 1923, 1926, 1929, 1933, 1934(2),1941, 1942, 1952, 1954, 1956 e 1962)                          | 2 (1936 e 1959)                                  | 0                                                   |
| São Paulo | 13 (1922, 1923, 1926, 1929, 1933, 1934(2), 1936, 1941, 1942, 1952, 1954, 1956 e 1959)                | 15 (1924, 1925, 1927, 1931, 1934(1), 1935(1), 1935(2), 1938, 1939, 1940, 1943, 1944, 1946, 1950 e 1987) | 1 (1962)                                         | 0                                                   |
| Minas Gerais                                                                                                   | 1 (1962)                                                                                             | 0 | 6 (1933,1938, 1950,1952,1956 e 1987)             | 7 (1934(2), 1935(2), 1942, 1944, 1946, 1954 e 1959) |
| Bahia | 1 (1934(1)                                                                                           | 0 | 6 (1922, 1923, 1924, 1925, 1931 e 1941)          | 7 (1926, 1927, 1928, 1929, 1935(1), 1936 e 1939)    |
| Rio Grande do Sul                                                                                              | 0 | 1 (1936)                                                                                                | 7 (1927, 1935(1), 1942, 1943, 1944, 1946 e 1954) | 4 (1922, 1941, 1950 e 1952)                         |
| Paraná | 0 | 1 (1928)                                                                                                | 2 (1934(2) e 1935(2)                             | 2 (1923 e 1933)                                     |
| Pernambuco | 0 | 1 (1959)                                                                                                | 1 (1939)                                         | 4 (1931, 1938, 1940 e 1956)                         |
| Pará | 0 | 0 | 3 (1926, 1928 e 1929)                            | 1 (1925)                                            |
| Espírito Santo                                                                                                 | 0 | 0 | 1 (1940)                                         | 1 (1934(1)                                          |
| Rio Grande do Norte                                                                                            | 0 | 0 | 1 (1934(1)                                       | 0                                                   |
| Rio de Janeiro (antes da fusão com a Guanabara em 1975)                                                        | 0 | 0 | 0                                                | 2 (1924 e 1943)                                     |
| Goiás | 0 | 0 | 0                                                | 1 (1987)                                            |
| Ceará | 0 | 0 | 0                                                | 1 (1962)                                            |

(1) Referente aos campeonatos da CBD de 1934 e 1935.
(2) Referente aos campeonatos da FBF de 1934 e 1935.

## Maiores Goleadas
| Data                   | Mandante         | Placar | Visitante           | Estádio          |
| ---------------------- | ---------------- | ------ | ------------------- | ---------------- |
| 29 de setembro de 1926 | São Paulo        | 16 - 0 | Santa Catarina      | Parque Antártica |
| 12 de novembro de 1939 | Pernambuco       | 15 - 0 | Paraíba             |                  |
| 23 de julho de 1922    | São Paulo        | 13 - 0 | Minas Gerais        |                  |
| 24 de outubro de 1926  | São Paulo        | 13 - 1 | Bahia               | Laranjeiras      |
| 2 de outubro de 1927   | Rio de Janeiro   | 13 - 1 | Sergipe             | Laranjeiras      |
| 12 de outubro de 1927  | São Paulo        | 13 - 1 | Maranhão            |                  |
| 8 de dezembro de 1940  | Bahia            | 12 - 1 | Alagoas             |                  |
| 21 de outubro de 1928  | Bahia            | 11 - 0 | Alagoas             |                  |
| 16 de outubro de 1927  | Pará             | 12 - 2 | Maranhão            |                  |
| 12 de julho de 1931    | Pará             | 12 - 2 | Maranhão            |                  |
| 28 de outubro de 1928  | Bahia            | 11 - 1 | Sergipe             |                  |
| 30 de outubro de 1941  | Ceará            | 11 - 1 | Rio Grande do Norte |                  |
| 2 de novembro de 1927  | Distrito Federal | 10 - 0 | Ceará               | Laranjeiras      |
| 11 de novembro de 1939 | Ceará            | 10 - 0 | Rio Grande do Norte |                  |
| 8 de dezembro de 1940  | Ceará            | 10 - 0 | Rio Grande do Norte |                  |
| 22 de setembro de 1946 | Amazonas         | 10 - 0 | Guaporé             |                  |